# La memoria infinita
La memoria infinita és un documental xilè del 2023 dirigida per Maite Alberdi. La pel·lícula segueix la relació del periodista xilè Augusto Góngora i l'actriu xilena Paulina Urrutia. Va ser seleccionat a la World Cinema Dramatic Competition del 39è Festival de Cinema de Sundance on es va estrenar el 21 de gener de 2023 i va guanyar el Gran Premi del Jurat. Va rebre crítiques i va ser nomenada com una de les 5 millors pel·lícules documentals del 2023 per la National Board of Review.

## Argument
Augusto Góngora i Paulina Urrutia fa 23 anys que són parella. Augusto és un dels periodistes culturals i presentadors de televisió més destacats de Xile. La seva dona, Paulina, anomenada afectuosament "Pauli", és una actriu que va exercir com a Ministra de Cultura i Arts del país des del 2006 fins al 2010. Fa vuit anys, a l'Augusto li van diagnosticar malaltia d'Alzheimer, i des d'aleshores, la Paulina el cuida. Al llarg de la seva carrera, Augusto es va dedicar a garantir que les atrocitats de la dictadura de Pinochet no s'oblidessin. Avui, correspon a ell i a la seva dona mantenir la seva identitat malgrat els reptes de la seva malaltia. Cada dia, la parella s'enfronta a les dificultats que provoca la malaltia d'Alzheimer, però també mantenen la tendresa i el sentit de l'humor que els uneix.

## Repartiment
- Augusto Góngora
- Paulina Urrutia

## Estrena i distribució
El documental es va estrenar l'en 21 el Festival de Cinema de Sundance, on va guanyar el Gran Premi del Jurat i els seus drets de distribució van ser adquirits per mTV Documentary Films en una xifra d'aproximadament 3 milions de dòlars.
Al febrer següent va ser exhibida al 73è Festival Internacional de Cinema de Berlín, on va obtenir el segon lloc dins de la categoria Premi de l'Audiència en la secció Panorama.
Es va estrenar comercialment el 24 d'agost de 2023 als cinemes xilens,, on va ser un èxit de taquilla: va ser la pel·lícula més vista en el seu primer cap de setmana amb més de 50 mil espectadors, superant a altres films en cartellera com Barbie, Oppenheimer i Gran Turismo, aquesta última debutant també a Xile aquest cap de setmana. Es va convertir en el documental xilè més vist de la història, després de superar en nombre d'espectadors a Ojos rojos (2010) de Juan Ignacio Sabatini, Juan Pablo Sallato i Ismael Larraín.
El 30 de novembre de 2023 el documental va ser nominat al Goya a la millor pel·lícula iberoamericana.
Es va anunciar que serà estrenada en la plataforma de streaming Netflix a Llatinoamèrica el 5 de desembre de 2023.

## Recepció crítica
Al lloc web de l'agregador de ressenyes Rotten Tomatoes, la pel·lícula té una puntuació d'aprovació del 94% basada en 47 crítiques, amb una puntuació mitjana de 8,2/10. Metacritic, que utilitza una mitjana ponderada, va assignar a la pel·lícula una puntuació de 87 sobre 100, basada en 15 crítics, indicant "aclamació universal".
Guy Lodge de Variety vra escriure que la pel·lícula "tracta material inexorablement trist amb un enfocament més lleuger i líric que la majoria". Escrivint per The Hollywood Reporter, David Rooney va anomenar la pel·lícula "una crònica commovedora d'un matrimoni desafiat per l'Alzheimer", acabant la seva ressenya comentant que la pel·lícula és "tan inesperadament commovedora com trista".

## Premis i nominacions
| Any  | Premi                                                             | Categoria                               | Nominats            | Resultat  |
| ---- | ----------------------------------------------------------------- | --------------------------------------- | ------------------- | --------- |
| 2023 | Festival de Cinema de Sundance                                    | Gran Premi del Jurat                    | La memoria infinita | Guanyador |
| 2023 | 73è Festival Internacional de Cinema de Berlín                    | Premi del Públic (Panorama)             | La memoria infinita | Nominat   |
| 2023 | Festival Internacional de Cinema de Miami                         | Premi Knight al Millor Documental       | La memoria infinita | Nominat   |
| 2023 | Festival Internacional de Cinema de Dallas                        | Premi Especial del Jurat a la Narrativa | La memoria infinita | Guanyador |
| 2023 | Festival Internacional de Cinema de Minneapolis St. Paul          | Millor documental                       | La memoria infinita | Guanyador |
| 2023 | Festival Internacional de Cinema Documental de Tel-Aviv (Docaviv) | Millr pel·lícula internacional          | La memoria infinita | Nominat   |
| 2023 | Festival de Cinema de Lima                                        | Millor documental                       | La memoria infinita | Nominat   |
| 2023 | Festival Internacional de Cinema d'Atenes                         | Golden Athena al Millor Documental      | La memoria infinita | Nominat   |
| 2023 | Festival Internacional de Cinema d'Estocolm                       | Cavall de Bronze a la millor pel·lícula | La memoria infinita | Guanyador |
| 2023 | BendFilm Festival                                                 | Premi al millor documental destacat     | La memoria infinita | Guanyador |
| 2023 | XXIX Premis Cinematogràfics José María Forqué                     | Millor llargmetratge llatinoamericà     | La memoria infinita | Guanyador |
| 2023 | Critics' Choice Documentary Awards                                | Millor documental                       | La memoria infinita | Nominat   |
| 2023 | Critics' Choice Documentary Awards                                | Millor director                         | Maite Alberdi       | Nominat   |
| 2024 | Cinema Eye Honors                                                 | Millor direcció                         | Maite Alberdi       | Pendent   |
| 2024 | Cinema Eye Honors                                                 | Millor edició                           | Carolina Siraqyan   | Pendent   |
| 2024 | Cinema Eye Honors                                                 | Los Inolvidables                        | La memoria infinita | Guanyador |
| 2024 | Cinema Eye Honors                                                 | Premi del públic                        | La memoria infinita | Pendent   |
| 2024 | Cinema Eye Honors                                                 | Millor llargmetratge de no ficció       | La memoria infinita | Pendent   |
| 2024 | XXXVIII Premis Goya                                               | Millor pel·lícula iberoamericana        | La memoria infinita | Pendent   |